# Illapa
Illapa (conocido también como: Apu Illapa, Ilyapa, Chuquiylla, Catuilla, Intillapa o Liviac) es el dios del rayo, el trueno, el relámpago, la lluvia y la guerra dentro de la mitología incaica. El rayo era reverenciado, por lo general, como una deidad de jerarquía suprema dentro de toda el área andina; por lo que recibía diversos nombres: Yana Raman o Libiac, de los Yaros o Llacuaces; Pariacaca, de los Yauyos; Apocatequil, de los Cajamarca; Tumayricapac, de los Yaros de Chinchaycocha; Pusikaqcha, del altiplano sur; entre otros. Durante la expansión del Tahuantinsuyo, estas divinidades pasarían a convertirse en variantes regionales del dios Illapa.
Al igual que otros dioses incaicos, Illapa posee múltiples atribuciones que se extienden desde sus atribuciones fundamentales, pues Illapa no solamente encarnaba la energía pura del rayo sino que encarnaba al cielo y los fenómenos atmosféricos originados en la bóveda celeste. Como divinidad soberana del clima, estaba en su voluntad las condiciones óptimas para la vida. A manera de hacer escarmentar a la humanidad, la divinidad manifestaba su decepción enviando catastróficas granizadas, tormentas e inundaciones para aniquilar a los transgresores y acabar con los cultivos que son la base del sustento del imperio. De lo contrario, la divinidad proveerá la caída del líquido celeste para la fertilización de la Tierra y, de esta manera, las cosechas y cultivos pueden considerarse fructíferos. Este último punto vincula a la deidad celeste con la agricultura y la fertilidad.
Otra de las atribuciones destacadas de Illapa era la guerra, puesto que su figura jugaba un papel primordial en contextos bélicos. Illapa fungía como el principal numen protector de las campañas militares incas durante la expansión del Tahuantinsuyo.
Debido a sus facultades como dios del clima y dios de la guerra, Illapa fue venerado a tal punto de ser considerado como el tercer dios más importante dentro del panteón incaico. Su culto solamente era superado por el culto del dios Huiracocha e Inti.

## Etimología
El nombre del dios proviene del quechua y significa literalmente rayo.
Pese a que su nombre sugiere su entera relación con el fuego celeste, Illapa no era resumido a ser un dios del rayo enteramente. Al igual que otros dioses andinos, Illapa era poseedor de múltiples atribuciones. Sus atribuciones lo definían como el dios del cielo, de los fenómenos atmosféricos, de la guerra, etc.
Posteriormente, durante la época de conquista, los pobladores indígenas asemejaron las características del fuego celeste con la capacidad de las armas de fuego portadas por los conquistadores españoles (arcabuces y mosquetes). A raíz de esto, dichas armas y la artillería en general fueron conocidos bajo el nombre de Illapas o Yllapas.
Dentro del Vocabulario de lengua quechua escrito por Diego Gonzales Holguín, figura el término Yllappa como: rayo, arcabuz y artillería.

## Historia

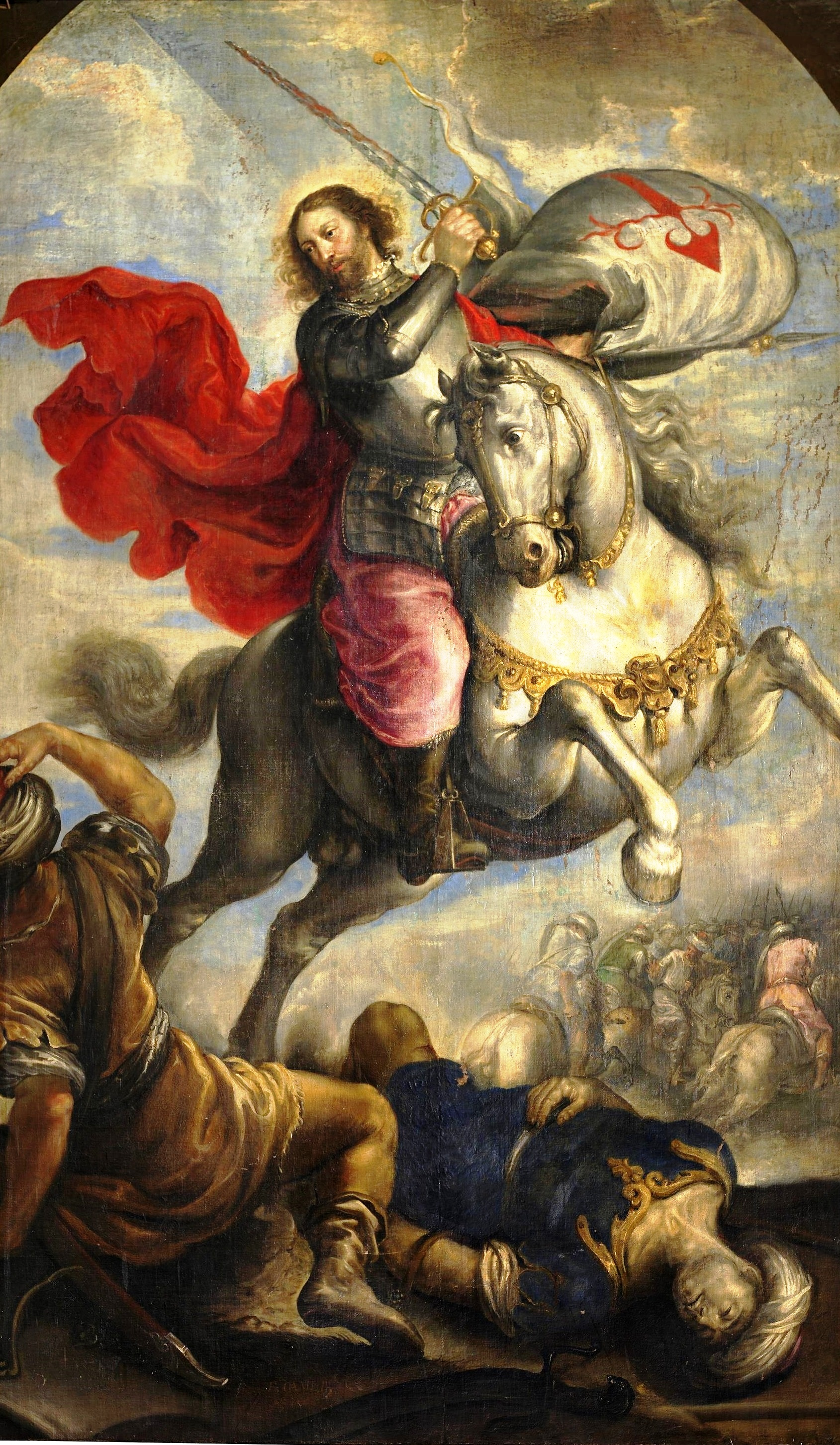
Santiago Apóstol, versión cristianizada (o sincretista) del dios Illapa.

### Illapa como fruto de tradiciones anteriores
Illapa es la divinidad incaica del rayo, el trueno, el relámpago, la lluvia y la guerra. En los Andes preincaicos, existió numerosa presencia de dioses asociados a los fenómenos atmosféricos. Posteriormente, estos dioses serían oficializados dentro del panteón incaico bajo la figura del dios Illapa.
Al respecto, el padre Arriaga expone lo siguiente:

«Adorar a Líbiac, que es el rayo, es muy ordinario en la sierra; y assí muchos toman el nombre y apellido de Líbiac, o Hillapa, que es lo mismo.»
La extirpación de la idolatría en el Perú, Capítulo II, página 19

El culto al rayo fue universal dentro de los Andes y, de manera general, era considerado el dios creador y/o principal de numerosos grupos étnicos. Estos grupos étnicos lo adoraban bajo múltiples nombres como: Catequil, Pariacaca, Libiac, Tumayricapac, Pusikaqcha, etc.
Sin embargo, a raíz de la expansión del Tahuantinsuyo, los nuevos dominadores les impusieron como máxima deidad a su dios patrono: el Inti (Sol). Por eso, las crónicas cusqueñas se refieren a Illapa como una divinidad que ocupaba el tercer lugar en importancia después de Huiracocha (el creador) y del Inti (Sol), lo cual muestra la visión propia de los incas como superiores en relación con los conquistados, quienes tenían como dios supremo e incluso como ancestro al Rayo.

### Sincretismo de Illapa bajo la figura de Santiago Apóstol
A finales del siglo XVI, los conquistadores españoles asemejaban a Illapa con la figura de Santiago Apóstol. La figura del santo apareció en el cielo e iba produciendo truenos con el galope de su caballo.
Al respecto, Guamán Poma de Ayala escribe:

«Dicen que vieron a vista de ojos que bajó el señor Santiago con un trueno muy grande, como rayo. Cayó del cielo a la fortaleza del Inca (llamada Sacsayhuaman, que es pucara del Inca), arriba de san Cristóbal. Como cayó en tierra se espantaron los indios y dijeron que había caído Illapa, trueno y rayo del cielo, Caccha, de los cristianos, favor de cristianos. Y bajó el señor Santiago a defender a los cristianos […] Desde entonces los indios al rayo le llaman y le dicen Santiago porque el santo cayó en tierra como rayo, Illapa Santiago. Como los cristianos daban voces diciendo ‘¡Santiago!’, lo oyeron los indios infieles y vieron al santo caer en tierra como rayo. Así, los indios son testigos de vista del señor Santiago y se debe guardar esta fiesta del señor Santiago como pascua, porque del milagro de Dios y del señor Santiago se ganó.»
Nueva corónica y buen gobierno, Capítulo 19, página 407

Esta suerte de sincretismo religioso también ocurrió con otros dioses incaicos. Como ejemplo de ello, se tiene al dios Pachacámac, el cual era conocido como "El señor de los temblores". Los conquistadores españoles asimilaron la figura del dios telúrico con el Cristo de Pachacamilla.

### Relación entre Illapa y los arcabuces

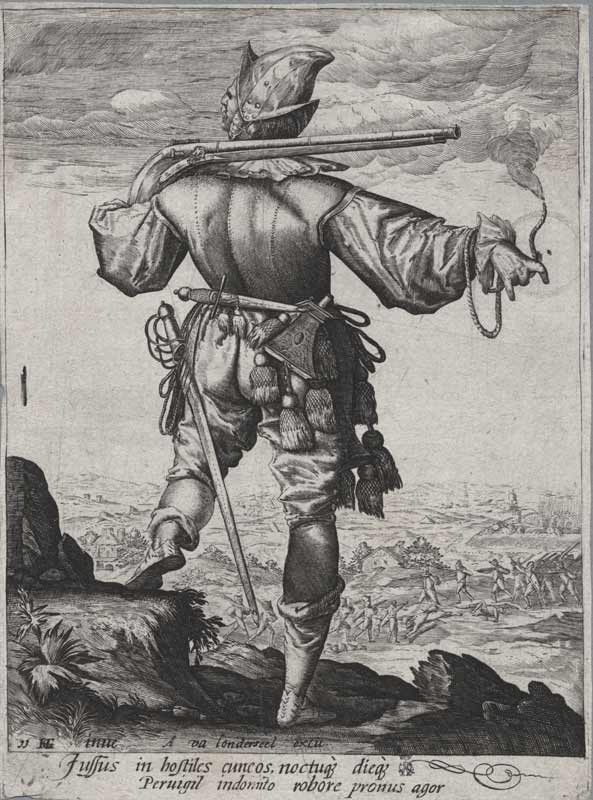
Al contemplar el potencial de las armas de fuego de los conquistadores españoles, los pobladores andinos equipararon dichas armas con el rayo.

Durante el proceso de conquista del imperio incaico, los indígenas asemejaron los arcabuces portados por los conquistadores españoles con el dios atmosférico. La raíz de dicha comparación radica principalmente en estos factores: al igual que el rayo, el arcabuz tiene la capacidad de matar personas; el sonido producido por el trueno y el arcabuz son inequívocamente semejantes; y la chispa generada por el fogonazo del arcabuz se asemejaba al relámpago.
Múltiples cronistas hacen énfasis en dicha equiparación. Uno de ellos es Juan de Betanzos, quien escribió la descripción de los primeros indígenas que contemplaron dicha arma.

«(Los españoles) traen cierta cosa que parece ser hecha de plata y hueca, y echan dentro de ella cierta cosa como ceniza y péganle fuego por un agujerillo que tiene por bajo de ella, y como (cuando) pega este fuego, sale por el hueco desta cosa de plata una gran llama y luego da un tronido que parece al trueno del cielo y parece casi a él. Cuando yo le vi y oí, verdaderamente yo tuve gran temor la primera vez y, como le viese hacer aquello siempre, ya no le tuve temor, porque miré que el trueno del cielo mata gente y éstos, que éstos traían, no matan a nadie, sino espantan solamente.»
Suma y narración de los Incas, Parte II, Capítulo XX

De manera más explícita, Titu Cusi Yupanqui dejó traslucir la designación del arcabuz bajo el nombre del rayo por los pobladores andinos. En su Instrucción al Licenciado Don Lope García de Castro, el monarca manifiesta la siguiente información:

«También porque tenian Yllapas, nonbre que nosotros tenemos para los truenos, y esto dezian por los arcabuzes porque pensaban que heran truenos del cielo.»
Instrucción al Licenciado Don Lope García de Castro

## Representación
Illapa era representado como un poderoso e imponente hombre de brillantes vestiduras que portaba una maqana de oro y una warak'a. Dichas armas divinas simbolizaban su poder absoluto sobre el clima y su facultad como dios bélico del imperio. 
Según el cronista Bernabé Cobo, otra representación que los incas le daban a Illapa era la de un guerrero formado por estrellas en el mundo celestial. En su obra Historias del Nuevo Mundo: obras del padre Bernabé Cobo, él menciona lo siguiente: 

«Imaginaron que era un hombre que estaba en el cielo formado de estrellas con una maza en la mano izquierda y una honda en la derecha, vestido de lucidas ropas, las cuales daban aquel resplandor del relámpago cuando se revolvía para tirar la honda; y que el estallido della causaba los truenos, los cuales daba cuando quería que cayese el agua. Decían más, que por medio del cielo atravesaba un río muy grande, el cual señalaban ser aquella cinta blanca que vemos desde acá abajo, llamada Vía Láctea; sobre lo cual fingían un mundo de disparates que serían largos de contar. Deste río, pues, tenían creído tomaba el agua que derramaba sobre la Tierra.»
Historias del Nuevo Mundo: obras del padre Bernabé Cobo, Vol. II.

Al igual que otros dioses, Illapa se podía manifestar bajo la forma de varios elementos. Por lo general, Illapa se manifestaba en el mundo terrenal bajo la forma de un puma o halcón; puesto que estos animales moraban en lo alto de las montañas. Según la creencia de los pobladores, Illapa solía habitar en las más altas montañas.

## La trinidad del rayo

Es posible que la trinidad andina del rayo se trate de la personificación a sus tres aspectos: rayo, trueno y relámpago.

De acuerdo con algunas fuentes, el dios Illapa, al igual que otros dioses andinos del rayo, forma parte de una trinidad deífica.
Trinidades semejantes pueden encontrarse en el dios Yana Raman (trinidad compuesta de: Ñamoc, el padre del rayo; Yana Raman, el rayo; y Uchu Libiac, el hijo del rayo) y el dios Catequil (trinidad compuesta de: Piguerao, hermano de Catequil; Catequil, el dios del rayo de los Cajamarca; y Mamacatequil o Cautaguan, su madre). 
En el caso de Illapa, su trinidad deifica está compuesta de las siguientes deidades: Yayan Yllapa, el padre; Chaupi Churin Yllapa, su hijo del medio; y Sullca Churin Yllapa, su hijo menor.
El concepto de Illapa como personalidad trina fue detallado por el célebre cronista Guamán Poma de Ayala. En su obra Nueva corónica y buen gobierno, él testifica lo siguiente: 

«Tenían los indios antiguos conocimientos de que había un solo Dios, tres personas, de esto decían así: que el padre era justiciero, yayan runa muchochic, el hijo caritativo, churin runa cuyapayac, el menor hijo que daba y aumentaba salud y daba de comer, y enviaba agua del Cielo para darnos de comer y sustento, sulca churin causayuc micoy coc runap allin ninpac; al primero le llamaban Yayan Yllapa, al segundo Chaupi Churin Yllapa, al cuarto [sic] le llamaban Sullca Churin Yllapa, que estas dichas tres personas eran, y creían que en el Cielo era tan grande majestad y señor del Cielo y de la Tierra, y así le llamaban Yllapa.
Y después por ello los Ingas sacrificaron al Rayo y le temieron mucho; primero no le sacrificaron sino llamaban a voces mirando al Cielo todos los indios de este reino.»
Nueva corónica y buen gobierno, Capítulo 5, página 55 y 56

Según el texto anterior, Guamán Poma asevera que Illapa (el rayo) fue una poderosa divinidad desdoblada en tres personalidades que conformaban una entidad absoluta. Muchos de los numerosos pueblos precedentes a los incas establecían al rayo como el inmanente dios creador del universo y, por ende, su culto fue mayor que el culto en torno al Sol. También se menciona que los pueblos lo adoraban bajo el nombre de Yllapa y su prestigio era tal que los incas lo continuaron venerando (esto hace alusión al hecho de que los pueblos que adoraban al rayo lo continuaron venerando con dicho nombre por la creciente influencia incaica y los dioses atmosféricos anteriores se convirtieron en sus variantes regionales). Asimismo, los nativos retrataban a Illapa como un dios justiciero, etéreo y omnipotente. Estas cualidades hicieron que los nativos se refirieran al dios con el título de "Señor del Cielo y de la Tierra" (destacando su posición distante como dios celeste, pero también su intervención en la creación y propicio de la vida en la Tierra). Del mismo modo, dichas cualidades lograron hacer que el cronista equipare la figura del dios atmosférico con Dios; no obstante, es menester enfatizar el desacierto de Guamán Poma al dar testimonio sobre la trinidad celeste y mencionar la existencia de una cuarta deidad, prescindiendo completamente a la tercera. Respecto a ello, no se sabe a ciencia cierta si fue un error o algún guiño de sincretismo religioso por parte del cronista. A raíz de esto, diversos investigadores llegaron a la conclusión de que estas trinidades habrían sido posiblemente creadas para tratar de homologarlas con la Santísima Trinidad (Padre, Hijo y Espíritu Santo). 

## Características de su culto
Illapa fue uno de los dioses más privilegiados dentro del Tahuantinsuyo. El culto a esta divinidad se ha mantenido perenne incluso en épocas posteriores al incanato. A raíz de ello, diversos cronistas y extirpadores de idolatría han expuesto en sus correspondientes obras algunas características del culto al dios celeste.

### Los sacrificios
Al ser una de las deidades más prominentes y/o privilegiadas del incanato, Illapa era consagrado con un sinnúmero de ofrendas. Por lo general, se trataba de sacrificios de animales; no obstante, en periodos de suma necesidad, se efectuaban ofrendas humanas. Respecto a ello, múltiples cronistas han llegado a plasmar detalladamente en sus obras sobre dichos sacrificios. Como ejemplo, se tiene al historiador Martín de Murúa, el cual expone a detalle como era el sacrificio de llamas (denominadas equívocamente como carneros o reses) para los principales dioses de los incas: Huiracocha, Inti e Illapa.

«Cuando había de sacrificar, subía al altar del sacrificio, y el Ynga le ponía la víctima en las manos, conforme era la cualidad y suerte della, como tenemos ya dicho, y él, con sus ministros, guardando la orden que solían, sacaba el corazón a lo que había de ofrecer, y mostrábaselo al Sol, a la imagen de Ticci Viracocha o Trueno. Con dos o tres dedos tomaba la sangre y rociaba el ídolo, y luego hacia la parte del nacimiento del Sol, y así se andaba rociando los demás ídolos, que estaban en sus altares. También guardaban en el sacrificio este modo, y era que, cualquiera res, chica o grande que querían matar para víctima, la tomaban encima del brazo derecho, y le volvían los ojos hacia la imagen del Sol o hacia el nacimento suyo, diciendo las palabras diferentes, conforme era lo que sacrificaban porque, si es pintado, dirigían las palabras al Trueno, llamado Chuquilla, para que no les faltase agua y, si era pardo, dirigían las palabras al Viracocha y, si era blanco el carnero y raso, ofrecíanle al Sol con unas palabras y, si era blanco y lanudo, con otras, pidiéndole que alumbrase el mundo y criase las plantas. Todos los días en el Cuzco se sacrificaba un carnero raso blanco al Sol, y lo quemaban vestido con una camiseta colorada y, al tiempo de quemarlo, echaban en el fuego unos cestillos de coca. Para estos sacrificios había diputada gente, que no entendía en otra cosa ninguna.»
Historia general del Perú, Capítulo XXXI

### La asamblea de los dioses

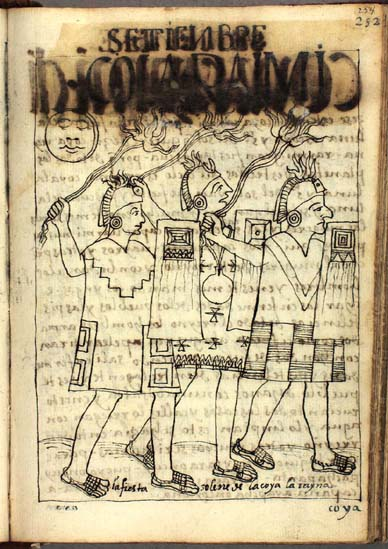
Coya Raymi Quilla, mes donde se efectúa una gran fiesta en honor a la Coya (esposa del Inca) y a Mama Quilla (principal divinidad femenina). Dentro de esta fecha, se ejecutaba la fiesta de la Citua.

Dentro del calendario incaico, se organizaban muchas fiestas con un profundo significado religioso. De manera general, estas fiestas eran dedicadas a las poderosas divinidades para que, al ver como recibían una digna veneración, estas otorgasen el favor divino al imperio.
Una de estas fiestas era la Citua, la cual era considerada como una ceremonia de purificación. Aunque más que esto último, se trataba de una asamblea de los dioses.
Esta misma ceremonia se efectuaba con el propósito de erradicar el hucha (concepto andino que los evangelizadores y/o extirpadores de idolatría equipararon con el pecado) presentes en todo el imperio.
Dentro del mundo inca prehispánico, el hucha ("pecado") no era reconocido en los tipos de pensamiento "inmoral", especialmente los de corte sexual, que tanto preocupaban al clero católico. Por el contrario, los incas pensaban que el hucha aludía a los actos de discordia y de carencia de armonía social, a la incapacidad de una persona para cumplir con sus observaciones rituales (o a su deficiente cumplimiento), a la subversión del bien común, e incluso al acto de trabajar para uno mismo antes que en beneficio de la comunidad. Los actos de hucha resultaban problemáticos porque manifestaban una incapacidad para reconocer y cumplir las obligaciones de reciprocidad esperadas del individuo para con la comunidad, las autoridades estatales (tanto los señores locales como el Inca) y los dioses.
Prosiguiendo con la fiesta de la Citua, esta ceremonia tomaba lugar en el mes de Coya Raymi Quilla (septiembre). Esta fecha se destacaba por estar dedicado a la Coya y a todos los elementos femeninos. Asimismo, esta fecha coincidía con el periodo de advenimiento de la lluvia y, según el pensamiento de los incas, el surgimiento de las primeras aguas era sinónimo de muchas enfermedades y/o pestes venideras. 
Para neutralizar estas adversidades, se efectuaba la ceremonia de la Citua. Dicho evento se dividía en días y se ejecutaba siempre con la presencia de múltiples divinidades encarnadas como ídolos. Dentro de estas divinidades, se encontraban los tres dioses principales del imperio: Huiracocha (el creador), Inti (Sol) e Illapa (Trueno).
Los ídolos de estos tres dioses protagonizaban actos indispensables para la realización de la Citua. Esto iba desde congregar a sus ídolos respectivos dentro del Coricancha para más adelante recibir cuantiosas ofrendas, hasta organizarles un banquete comunal donde se encontraban 4 ídolos sentados en sus correspondientes bancos de oro: Huiracocha, Inti, Illapa y Huanacaure.

### Las oraciones a Huiracocha, al Sol y al Trueno
Además de ofrendas y bienes materiales, los incas recitaban oraciones a sus divinidades con sumo acatamiento. Como ejemplo, se tiene al testimonio Relación de las fábulas y ritos de los incas, el cual fue escrito por Cristóbal de Molina. Dicho testimonio reza sobre una serie de actividades, además de una oración que los sacerdotes recitaban a los tres dioses imperiales. Estos sacerdotes, junto a los caciques (curacas) y el mismo Sapa Inca manifestaban la siguiente imploración: que Huiracocha, el Sol y el Trueno siempre se encarguen de sustentar a la gente y que no exista discordia entre las antedichas deidades para que el mundo logre estar siempre en armonía.

Yban a Curicancha por la mañana, y a mediodía y a la noche llevando los carneros que se avían de sacrificar aquel día, los quales trayan alrededor de los ydolos y huacas llamadas Punchao Ynca, que era el Sol, y el Pachayachachi, que era otro ydolo figura de hombre, que quiere decir el dicho bocablo Hacedor, y otro ydolo llamado Chuqui Ylla Yllapa, que era la huaca del Relámpago, y Trueno y Rayo, la qual huaca hera forma de persona, aunque no le vían el rostro, de a más tenía un Ilayto de oro y oregeras de oro y medalla de oro, que llaman canipo, y la ropa doblada allí junto d’él; las quales huacas estavan puestas en un escaño y los carneros vivos davan buelta alrededor d’ellos.
Los sacerdotes decían: «¡Oh Hacedor, y Sol y Trueno, sed siempre mozos, no enbejescáis; todas las cosas estén en paz, multipliquen las jentes y aya comidas; y todas las demás cosas bayan siempre en aumento!»
Las quales razones decían al Hacedor; y al Sol le decían que él siempre fuese mozo y que saliese alumbrando y resplandeciendo, no conociéndolo por Hacedor sino por hechura del Hacedor; y al Trueno y Relámpago, deciendo que lloviesen para que hubíese comidas, también conociendo que tronando y relampagueando llovía por mandado del Hacedor.
Y luego por la mañana enbiavan un carnero a Guanacauri, que es la huaca principal que ellos tienen como en la historia de los Yncas está dicho, en donde le matavan y quemavan los Tarpuntaes, que heran los que tenían cargo de dar de comer a las huacas. Y mientras lo quemavan al salir del Sol por la mañana, yban muchos Yncas y Caciques, y arrancando la lana del dicho carnero antes que le quemasen, andavan dando bozes alrededor del sacrificio con la lana en las manos diciendo: «¡Oh Hacedor, Sol y Trueno, sed siempre mozos, y multipliquen las jentes y estén siempre en paz!»
Relación de las fábulas y ritos de los Incas, página 48

### El felino mítico
Los dioses andinos se caracterizaban por ser multiformes, es decir, podían tomar la forma de cualquier elemento para manifestarse; no obstante, estas entidades primaban ciertos elementos para mostrarse ante el mundo. De manera ostensible, los dioses atmosféricos andinos también son incluidos dentro de esta última categoría, puesto que, entre las innumerables formas de exhibir su presencia, una de las manifestaciones más destacadas de este tipo de dioses es bajo la figura de Qhoa, un felino quimérico y celeste.
Durante el transcurso del tiempo, diversos dioses atmosféricos andinos han estado vinculados con la teofanía felínica, cuya mítica representación es el Qhoa. Esto último incluye a Illapa y a dioses tales como: Libiac, Tumayricapac, Kon, Huiracocha, etc.
La teofanía felínica del dios ha sido mencionada de manera implícita en una antigua Carta Annua escrita en 1599 por el Padre Rodrigo de Cabredo. Asimismo, este testimonio fue recopilado por el antropólogo Mario Polia Meconi.
En dicho testimonio, se menciona como una persona mestiza confesó haber tenido un encuentro con el demonio (el Padre Rodrigo lo denomina Supay) en su afán de saber que deseaba en su particular deseo de mujeres. El encuentro entre el mestizo y el demonio (en realidad, se trataba de una deidad pagana) fue por medio de un hechicero. Este último mandó al mestizo al patio de su casilla y le dijo que no sintiera pavor sin importar lo que sus ojos presenciasen. Cuando la deidad se manifiesta, el mestizo no lo llega a percibir, pero sintió un profundo pavor. Después, el hechicero le confirma al mestizo que la deidad lo vendría a ver. En un principio, la deidad se apersona como un tigre (puma o jaguar) y, más adelante, se manifiesta en forma humana. Esto último lo hizo porque el hechicero lo llamó equívocamente Santiago (versión cristianizada de Illapa). Acto seguido, la deidad le responde que su nombre es Tunari.

«Se confeso un mestizo que conforme ala antigua costumbre de los indios procuro sauer del Demonio por medio de un echizero algunas cosas que deseaua acerca de sus desordinarios deseos de mugeres, mandole el echizero que se estubiese en el patio de su casilla debajo de un arbol que allí estaba diziendole que el oyria de boca del mismo Çupay o Demonio lo que pedia, como no temiese ni se turbase por cosa que viese asegurandole que no le bendria mal ninguno, el Indio echizero se entro en su casilla oscura y començo a hazer sus hechizos y supersticiosas seremonias, con que llamaba al Demonio, el qual estubo presso a la voz de su ministro porque luego començo el que aguardaba fuera a oyr grandissimo ruido como de tempestad y truenos en el ayre y algun tanto apartado del lugar donde estaba, se le representaban a la vista grandes torres, edificios suntuosos y altas murallas las quales le parecian se iban continuando hasta el lugar de la casilla y que al paso el Demonio benia acercandose y iban cayendose todas aquellas machinas por tierra la qual tanbien temblaba de manera que la casa en que el echizero estaba se estremecia toda y daba tantos baybenes que parecia que se queria hundir y el arbol que dije por una y otra parte con sus ramas azotaba la tierra, el Demonio bino a ponerse encima de la chosa al qual aunque no le uio el mestizo que estaba lleno de miedo pero oyo su boz muy claramente primero como Tigre (puma o jaguar) que aullaba fuertemente y en esta figura le dijo el echizero que le veria, despues le hablo como hombre porque llamandole el Indio echizero Santiago respondio el demonio que no se llamaba el assi sino Tunari, ques nombre de una cierra vezina ala tierra donde esto sucedió.»

Es factible que, a raíz de la caótica manifestación de Tunari, el hechicero pensara que se trataba inequívocamente del dios Illapa; de la misma manera, es evidente que el culto consagrado a Illapa sobrevivió bajo la figura del Apóstol Santiago y, que al ser invocado, este se metamorfoseaba en la figura de un felino mítico.

## Roles y asociaciones

### Deidad agrícola y fertilizadora
Esta es una de las facetas más citadas sobre las atribuciones divinas de Illapa. Según Polo de Ondegardo:

«Después del Viracocha, y del Sol, la tercera Huaca y de más veneración era el Trueno: al qual llamauan por tres nombres Chuquiilla, Catu illa, Intuillapa: fingiendo que es vn hombre que está en el Cielo con vna honda y vna porra, y que estaba en su mano el llouer, y granizar, y tronar y todo lo demás que pertenece a la región del ayre, donde se hacen los nublados.»
Informaciones acerca de la religión y gobierno de los Incas, Volumen III, página 6

Al igual que otros dioses andinos, Illapa era una entidad dual que, según las circunstancias, podía ser de carácter benefactor y/o destructor. Así como podía favorecer los cultivos al fertilizar a la Pachamama (Tierra), también podía arrasar con los mismos. Aspectos positivos de la divinidad podían convertirse en agentes adversos. Como ejemplo de ello, se tiene a la lluvia y se entiende como el exceso del líquido celeste desencadena inundaciones o la falta de la misma desencadena sequías.

### Deidad de la guerra

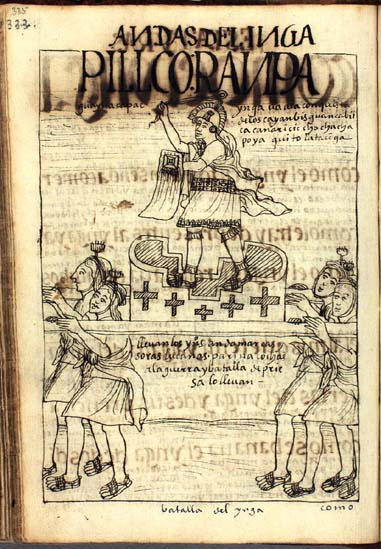
Huayna Capac, en su Pillcoranpa, replicando el poder bélico de Illapa.

El noveno Inca, Pachacútec, había establecido al dios Illapa como wawqi (hermano divino). A raíz de esto, el Inca mandó a que fabricasen diversos ídolos en honor a la deidad del rayo.
Existen muchas referencias a ídolos hechos en honor al dios del rayo en diversas crónicas. Dicha información tiene ligeras, pero palpables variaciones según el cronista y/o historiador que lo escribió. No obstante, muchas de ellas atestiguan acerca de la relación entre la figura de Illapa y la guerra.
Un ejemplo de lo anterior es el historiador Martín de Murúa. En su obra Historia general del Perú, el historiador escribe lo siguiente:

«Con esta orden y con mucho espacio, vino hasta la casa del Sol y de allí lo llevaron a su casa donde había vivido en aquella ciudad, y entonces, en presencia de Huascar Ynga, todos los más principales de los orejones, que de la guerra habían venido y que más en ella se habían señalado, tomaron en hombros las figuras del Sol (Inti), Hacedor (Viracocha) y Trueno (Illapa), y con todo el espacio y majestad del mundo, y sonando todos los instrumentos que en la guerra usaban y demás suertes de músicas, y los soldados del ejército levantando una confusa vocería y estruendo, pasaron sobre los vencidos, pisándolos por su orden como estaban echados en el suelo. Acabado esto, Huascar Ynga pasó asimismo sobre los vencidos y luego llevando en las manos dos orejones principales, los cuerpos que estaban embalsamados de los señores que habían muerto en la guerra y conquistas, los pasaban por encima de los vencidos, pisándolos, y después algunas señoras principales de las que habían acompañado a Huaina Capac y a sus maridos en la guerra, pasaban por encima de los vencidos pisándolos en señal de escarnio y menosprecio.»
Historia general del Perú, Capítulo XLII

De acuerdo con el cronista, el ídolo de Illapa, junto al de Viracocha e Inti, eran llevados a la guerra para dar brío a los soldados y, de esta manera, consagrarse con la victoria. En la misma fuente, se explica que el Inca Huayna Cápac llevaba los ídolos del Sol y el Trueno para aplastar a las deidades y/o huacas de los enemigos a vencer:

«El Ynga volvíase al Cuzco con la mayor parte de su ejército, y entraba triunfando, por el modo y orden que dijimos en la vida de Huascar Ynga, cuando metieron el cuerpo de Huaina Capac, su padre, que vino de Quito, que fue el más famoso y solemne triunfo que hasta allí había habido. Solía el Ynga, cuando enviaba a la guerra o iba él en persona, llevar la imagen del Sol y del Trueno, y otras estatuas e ídolos, como para su defensa y amparo, y con ellas deshacer la fuerza de las huacas e ídolos de sus enemigos, y arruinarlas y destruirlas, como vimos que Huaina Capac llevó la figura del Sol y otras en su vida, cuando fue a la conquista de Tomebamba y Cayampis.»
Historia general del Perú, Capítulo XXIII

Otra fuente destaca la existencia de un ídolo conocido como Caccha o Cacha. Dicha fuente fue escrita por el cronista Juan de Betanzos. En ella, él añade la siguiente información:

«(Pachacuti) hizo un ídolo pequeño que un hombre lo llevase en las manos sin pena el cual ídolo era de oro hecho para en que ellos adorasen mediante que la guerra durase y ellos en ella anduviesen al cual ídolo adoraban como al Dios de las batallas e llamáronle Cacha el cual ídolo dió e hizo merced a un deudo suyo el más cercano e propincuo a él para que mediante la guerra tuviese cargo de le llevar a cuestas o como mejor pudiese y que el día de la batalla cuando ansi batalla tuviesen le llevase en las manos vestido e aderezado e con diadema en la cabeza llevando siempre en par de sí un mozo suyo que con un tirasol pequeño que ellos llaman achigua cada e cuando que se parase el tal ídolo le hiciese sombra bien ansi como se hacía su persona e que fuese este tirasol e una vara larga para que se conociese ansi andando en la batalla so él andaba o tuviese cuidado la tal gente de ansi mirar por él e guardar su persona el ídolo al cual ídolo desde que fue hecho hasta que que se cumplieron los tres meses que la gente le fue junta le fueron hechos muchos e grandes sacrificios.»
Suma y narración de los Incas, página 84

Vale la pena resaltar que, Caccha es uno de los nombres con los que Guamán Poma de Ayala hace alusión a la deidad del rayo, a través del vocablo compuesto Curi Caccha (resplandor de oro).
Respecto a lo anterior, Bernabé Cobo ofrece información más explícita. En su obra Historias del Nuevo Mundo: obras del padre Bernabé Cobo, él menciona lo siguiente:

«Tenía también el Trueno templo aparte en el barrio de Totocacha, en el cual estaba una estatua suya de oro en unas andas de lo mismo, que hizo el Inca Pachakuti en honor del Trueno, y la llamó Intiillapa; a la cual tomó por hermano y mientras vivió la trajo consigo en la guerra.»
Historias del Nuevo Mundo: obras del padre Bernabé Cobo, Vol. II.

Dentro de la numerosa cantidad de dioses y divinidades de la mitología incaica, Illapa era el dios portador de dos poderosas armas divinas: la maqana dorada y la warak'a. Dichas armas, a su vez, eran variantes divinizadas de las principales armas de los incas.
Del mismo modo, durante las guerras, el Inca trataba de homologar el poder bélico del dios Illapa. Esto lo hacía sobre una plataforma llevada por un grupo de personas. Dicha plataforma era conocida como Pillcoranpa (andas del Inca) y su uso era exclusivamente en la guerra. En ella, el Inca hacía uso de su warak'a e impulsaba piedras de oro fino como letales proyectiles frente a sus enemigos.
El carácter bélico de Illapa es compartido con las divinidades atmosféricas que preceden su culto. Se han registrado múltiples documentos que detallan información acerca de estas divinidades y, entre lo más destacado, se encuentran los enfrentamientos y/o batallas que estos libraron con deidades rivales y/o bestias míticas. De estas incontables batallas, el dios del rayo siempre fungía como el vencedor, lo que denotaba su superioridad y poder. Asimismo, la posibilidad de la existencia del ser humano sobre la Tierra y el aumento de población son los frutos de la victoria del dios celeste. Como ejemplo a lo anterior, se tiene al dios Pariacaca (personificación del agua, el clima lluvioso, etc.), el cual enfrentó y derrotó a su némesis, el dios Huallallo Carhuincho (personificación del fuego, el clima seco, etc.). Como resultado de sus enfrentamientos, se crearon diversos paisajes como la laguna de Mullococha.

### Deidad mensajera y protectora
Como se vio anteriormente, el Inca Pachacútec había establecido al dios Illapa como su wawqi (hermano divino) y, a raíz de ello, el mismo Sapa Inca mandó a fabricar diversos ídolos en honor al dios celeste. Las razones de esta elección se encuentran plasmadas en la obra Historia de los Incas escrita por Pedro Sarmiento de Gamboa. En dicha fuente, se puede leer lo siguiente:

«Y además de estos cuerpos hizo dos ídolos de oro. Y al uno llamó Viracocha Pachayachachi, que representase su creador que ellos dicen, y púsole a la diestra del ídolo del Sol. Y al otro llamó Chuqui-Ylla, que representase el Relámpago; y púsole a la siniestra del bulto del Sol; al cual ídolo veneraban sumamente todos. El cual ídolo tomó Inca Yupanqui por ídolo huauqui, porque decía que se habían topado y hablado en un despoblado y que le había dado una culebra con dos cabezas, para que trajese siempre consigo, diciendo que mientras la trajese no le sucedería cosa siniestra en sus negocios.»
Historia de los Incas, Capítulo 192

Según el texto, el dios Chuqui-Ylla (nombre alterno de Illapa) se apersonó ante el Inca Pachacútec en un lugar descampado para otorgarle un ídolo de aspecto peculiar: una serpiente bicéfala. Respecto a la naturaleza del ídolo, el texto solo se limita en establecer a dicho objeto como una suerte de amuleto y/o talismán protector para el Inca.
Vale la pena mencionar que, la apariencia del ídolo guarda semejanzas con Kuychi (el arcoíris). De acuerdo con la fuente Historia natural y moral de las Indias perteneciente al jesuita José de Acosta, los incas adoraban al fenómeno multicolor y lo tomaron como insignia del propio gobernante. Esto deja al ídolo como la representación material del arcoíris y, posiblemente, esta sea la razón del porque el Inca lo designó como blasón y lo representa como una serpiente de dos cabezas.

«También adoraban a la Tierra, que llamaban Pachamama, al modo que los antiguos celebraban la diosa Tellus; y al Mar, que llamaban Mamacocha, como los antiguos a la Tetis o al Neptuno. También adoraban el Arco del Cielo, y era armas o insignias del Inga con dos culebras a los lados a la larga.»
Historia natural y moral de las Indias, Capítulo IV

### Deidad asociada al Inca difunto
Según traducciones de Cristóbal de Albornoz, el término Illapa era utilizado como un sinónimo para los mallquis (cuerpos momificados) de los gobernantes incas y/o antepasados principales. En su informe Instrucción para descubrir todas las guacas del Pirú y sus camayos y haziendas, el célebre extirpador de idolatrías escribe:

«Hay otros géneros de guacas que se llaman Illapas, que son cuerpos muertos embalsamados de algunos pasados suyos principales, a los cuales reverencian y mochan. Esto no es mocha general sino particular de la parcialidad o ayllo que desciende de los tales muertos. Guárdanlos con mucho cuidado entre paredes a ellos sus vestidos y algunos basos que tenía(n) de oro y plata y madera o de otros metales o piedras.»
Instrucción para descubrir todas las guacas del Pirú y sus camayos y haziendas, página 19

En relación con esto, dicha asociación entre la deidad del rayo y el cuerpo del difunto gobernante también se encuentra documentado en la obra Nueva corónica y buen gobierno de Guamán Poma de Ayala. En dicha obra, el cronista escribe:

«Cómo fue enterrado el Inga y abalzamaron (embalsamaron) sin menearle el cuerpo, y le pusieron los ojos y el rostro como si estuviera vivo, y le vestían ricas vestiduras, y al difunto le llamaron Yllapa, que todos los demás difuntos les llamaban Aya.»
Nueva corónica y buen gobierno, Capítulo 13, página 290

El cronista establece una notable diferencia entre la designación Yllapa (cuerpo sin vida del Sapa Inca) y Aya (cuerpo sin vida de una persona común). A los mandatarios principales y/o personajes ilustres se les dedicaba este embalsamiento especial; siendo vestidos con lúcidas vestiduras como si se tratase del mismo Illapa.
Las momias de los gobernantes y/o mandatarios principales adquieren el nombre del dios y, por ende, también obtienen la facultad de influir en el clima. Esto último se ve reflejado en el mes de Aya Marcay Quilla (noviembre). Esta fecha se caracterizaba por realzar solemnemente a los difuntos. Durante ese periodo, las momias eran sacadas de sus recintos y las llevaban en procesión por las calles, casas y la plaza mayor. Asimismo, se les ofrecía comida y danzas para que ayudaran a traer el tan preciado líquido celeste.
Esta asociación está presente dentro de la cosmovisión andina y se puede entender como el gobernante vivo encarna la todopoderosa fuerza del Sol, mientras que su cuerpo muerto encarna la todopoderosa fuerza del clima.

### Deidad asociada a los nacimientos
El dios Illapa también ha estado vinculado con los recién nacidos. En la cosmovisión andina, los niños gemelos eran considerados hijos suyos, puesto que se pensaba que el rayo habría impactado a la madre, ocasionando que el embrión se partiese en dos.
Los gemelos no eran los únicos "hijos del Rayo", el mismo apelativo también lo recibían aquellos que nacían con alguna malformación como: labio leporino, polidactilia, chapca (niños nacidos de pie), niños con lunares o manchas, nariz hundida, etc. Asimismo, los niños que nacían durante un día de tormenta también recibían dicho reconocimiento.
En el caso de que los gemelos y niños con malformación genética lograsen sobrevivir, estos eran destinados a ser los ministros de la deidad. Aquellos que fungían como ministros fueron conocidos bajo el nombre de Curis o Chuchus. Por otro lado, si aquellos infantes fallecían, sus cuerpos eran depositados dentro de unas ollas. Dichas ollas eran almacenadas por los familiares del infante debajo de las casas o eran reservadas dentro del mismo lugar donde se guardan los mallquis del pueblo y allí son reverenciados con chicha, cuyes y demás ofrendas.
La causa de la defunción de estos infantes era adjudicado a su padre, el rayo; de esta manera, al momento de fallecer, se alegorizaba el hecho de que su padre se los había llevado consigo. Para neutralizar la muerte provocada por el rayo, aquellas personas debían portar siempre consigo una concha marina llamada mullu (spondylus crassisquama). Dicho objeto era considerado una ofrenda primordial consagrada a los dioses asociados con los fenómenos atmosféricos y, en este caso, cumplía el rol de inmunizar al portador contra la acción de los rayos.

### Deidad transmisora de conocimiento
Como se mencionó anteriormente, los denominados "hijos del Rayo" podían ser tanto los niños gemelos como los que fueron concebidos bajo condiciones específicas, es decir, que tuviesen ciertos rasgos físicos o que naciesen durante la presencia de una tormenta.
Sin embargo, el rayo también podía elegir a las personas al impactar sobre ellas. Esto último resalta la percepción andina del rayo como un ser todopoderoso y dual que puede decidir sobre el destino de las personas elegidas: el rayo los puede aniquilar o los puede reanimar para otorgarles distintas cualidades divinas.
Cuando una persona era impactada por el rayo, puede existir la posibilidad de que, por la voluntad del dios celeste, esta sobreviviese al impacto del fuego celeste. A esta persona se la consideraba "tocada" y/o "marcada" por Illapa y que esta era digna de ejercer múltiples cargos.
Según el pensamiento andino, este acontecimiento se interpreta como la transmisión de conocimiento ofrecida por Illapa (Hanan Pacha) al individuo elegido (Kay Pacha). La persona elegida es la receptora del mensaje divino y, por ende, receptora del poder del dios celeste. Los elegidos por el rayo son aquellos que tienen el contacto más directo con los dioses.
Las personas receptoras de este poder tienen la responsabilidad de ejercer los siguientes cargos: ministros religiosos, maestros curanderos, parteras, adivinos, etc.

### Deidad creadora
Los pueblos anteriores a los incas que reverenciaban la figura de Illapa o el rayo en general se destacaban por tener su propia representación del fuego celeste. Dichos pueblos resaltaban su jerarquía suprema (lo consideraban el inmanente creador y sustentador del universo).
La cualidad de Illapa como divinidad creadora también se puede entender como extensión desde sus principales facultades, puesto que Illapa es el dios soberano del cielo y, por ende, del clima. A raíz de esto, la divinidad rige sobre las condiciones idóneas para el desarrollo de la vida. Esto último se traduce como la deidad celeste y su accionar inciden directamente sobre la vida en la Tierra (hecho por el que múltiples pueblos preincas lo consideraban el señor del Cielo y la Tierra).
Posteriormente, con la incipiente expansión del Tahuantinsuyo, los dioses atmosféricos que fungían como dios patrono de los pueblos anexados por los incas fueron sincretizados bajo la figura de Illapa. Es evidente que Illapa fue relegado de su potestad como dios creador y su lugar fue tomado por los dos dioses principales de los incas: Huiracocha (creador) e Inti (Sol). No obstante, la figura del dios del rayo gozaba de tal poder y prestigio que incluso resonaron dentro del Tahuantinsuyo. A raíz de lo anterior, Illapa fue privilegiado por los incas y fue considerado uno de los dioses imperiales junto a Huiracocha e Inti. En resumen, Illapa fue desplazado por los dioses creadores de los incas, pero su facultad como deidad creadora no se desligó de él. Es junto a estas divinidades (Huiracocha e Inti) que Illapa ejerce un papel destacado en la creación de la vida en el universo.
La privilegiada posición de Illapa en el panteón incaico es descrita por múltiples cronistas. Un ejemplo de ello es la obra Relación de las fabulas y ritos de los incas, la cual fue escrita por el cronista Cristóbal de Molina. En dicha obra, se resalta la facultad creadora del dios Illapa junto a Huiracocha e Inti en una oración que tenía lugar durante los sacrificios consagrados a estas divinidades. Esta oración reza sobre la importancia de la armonía entre las antedichas deidades para que se multipliquen todas las cosas y prevalezca la vida en la Tierra: "¡Oh Hacedor (Huiracocha), Sol (Inti) y Trueno (Illapa), sed siempre mozos, y multipliquen las jentes y estén siempre en paz!"

## Illapa según los cronistas

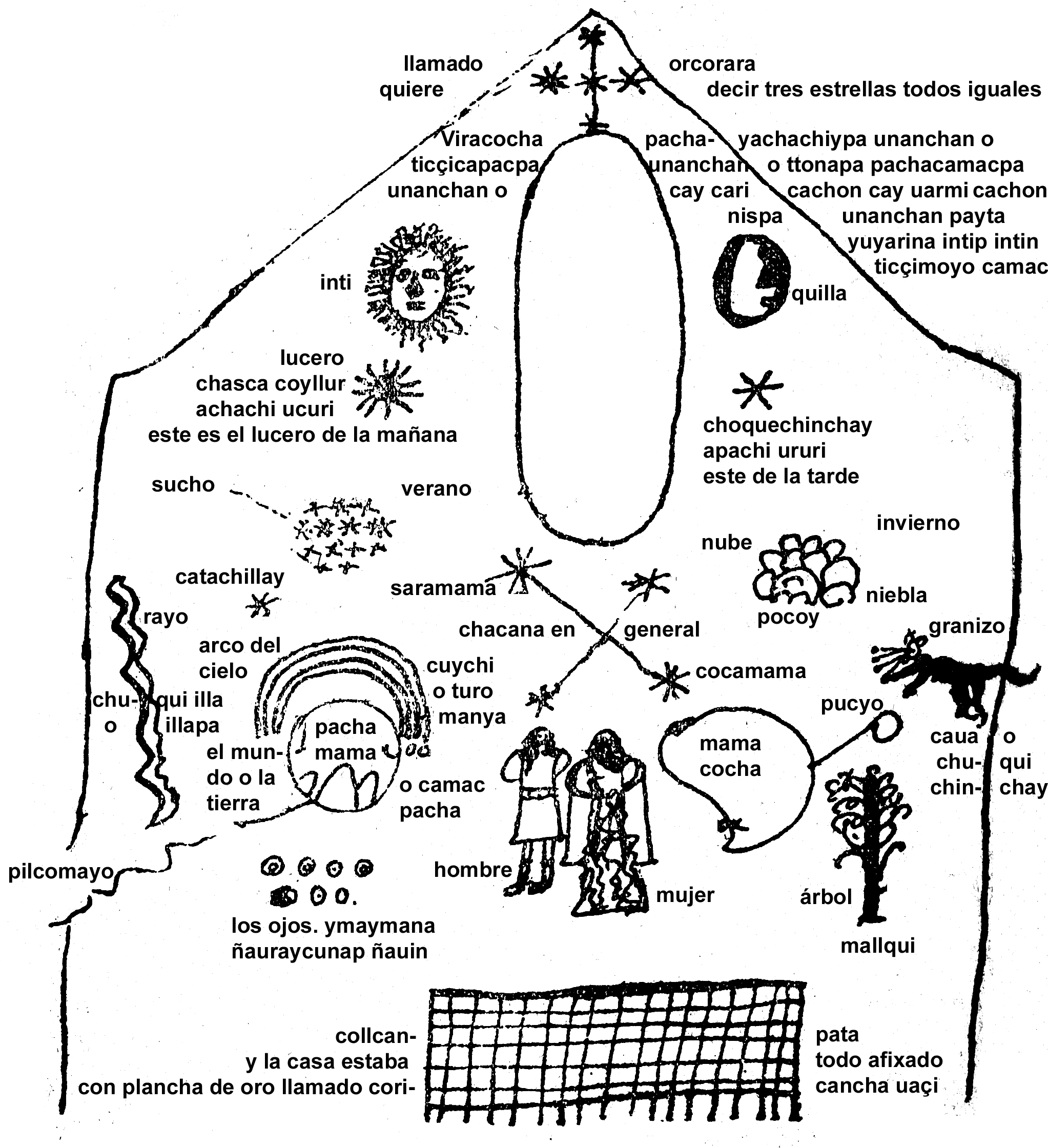
Diagrama de Santacruz Pachacuti. Se puede leer al rayo como: Chuqui Illa o Illapa.

De acuerdo con múltiples cronistas, se han recopilado numerosos datos que muestran detalles fundamentales sobre el culto consagrado a Illapa. Muchos de ellos remarcan la importancia y prestigio del dios del rayo.
Según fray José de Acosta, el panteón incaico se encontraba encabezado por Huiracocha (el creador), luego seguía Inti (Sol) y en tercer lugar Illapa, también conocido como: Chuquiylla, Catuilla e Intillapa. Los indígenas lo representaban como un hombre imponente de brillantes vestiduras que habitaba en el mundo celestial. Asimismo, Illapa portaba una warak'a y una maqana de oro. Dichas armas divinas simbolizaban su dominio absoluto sobre el clima (en especial, el rayo y sus demás elementos) y su facultad como dios bélico dentro del Tahuantinsuyo.
Santacruz Pachacuti resaltó la importancia del dios Illapa (en forma de doble zigzag) dentro de un diagrama hecho a mano alzada por el mismo cronista. Dicho diagrama replicaba la información obtenida de una plancha de oro que estaba localizada en el Coricancha. Esta plancha dorada mostraba un resumen de la cosmovisión incaica.
A pesar del acuerdo entre varios cronistas respecto al dios, el cronista Garcilaso de la Vega en sus Comentarios Reales señaló que los incas tenían a Illapa como enviado del dios Inti, y el lugar donde este cayera era tomado como maldito (anatema):

«Al relámpago, trueno y rayo tuvieron por criados del Sol […] mas no los tuvieron por dioses, como quiere alguno de los españoles historiadores, antes abominaron y abominan la casa o cualquier otro lugar del campo donde acierta a caer algún rayo: la puerta de la casa cerraban a piedra y lodo para que jamás entrase nadie en ella, y el lugar del campo señalaban con mojones para que ninguno lo hollase; tenían aquellos lugares por malhadados, desdichados y malditos; decían que el Sol los había señalado por tales con su criado el rayo.»
Comentarios Reales de los Incas, Libro Segundo, Capítulo I

Asimismo, de todos los cronistas, Garcilaso es el único que niega el lugar de Illapa como dios. Respecto a esto, algunos investigadores concluyeron que posiblemente Garcilaso intentó mostrar que, dentro del Tahuantinsuyo, existió una suerte de monoteísmo en torno al Sol. Esto se debe a la necesidad de justificar un poder absoluto por parte de la elite incaica y reducir la persistencia de unas creencias que no deseaba asimilar por extrañas a sus propios elementos culturales como elite dominante.

## Lugares de veneración

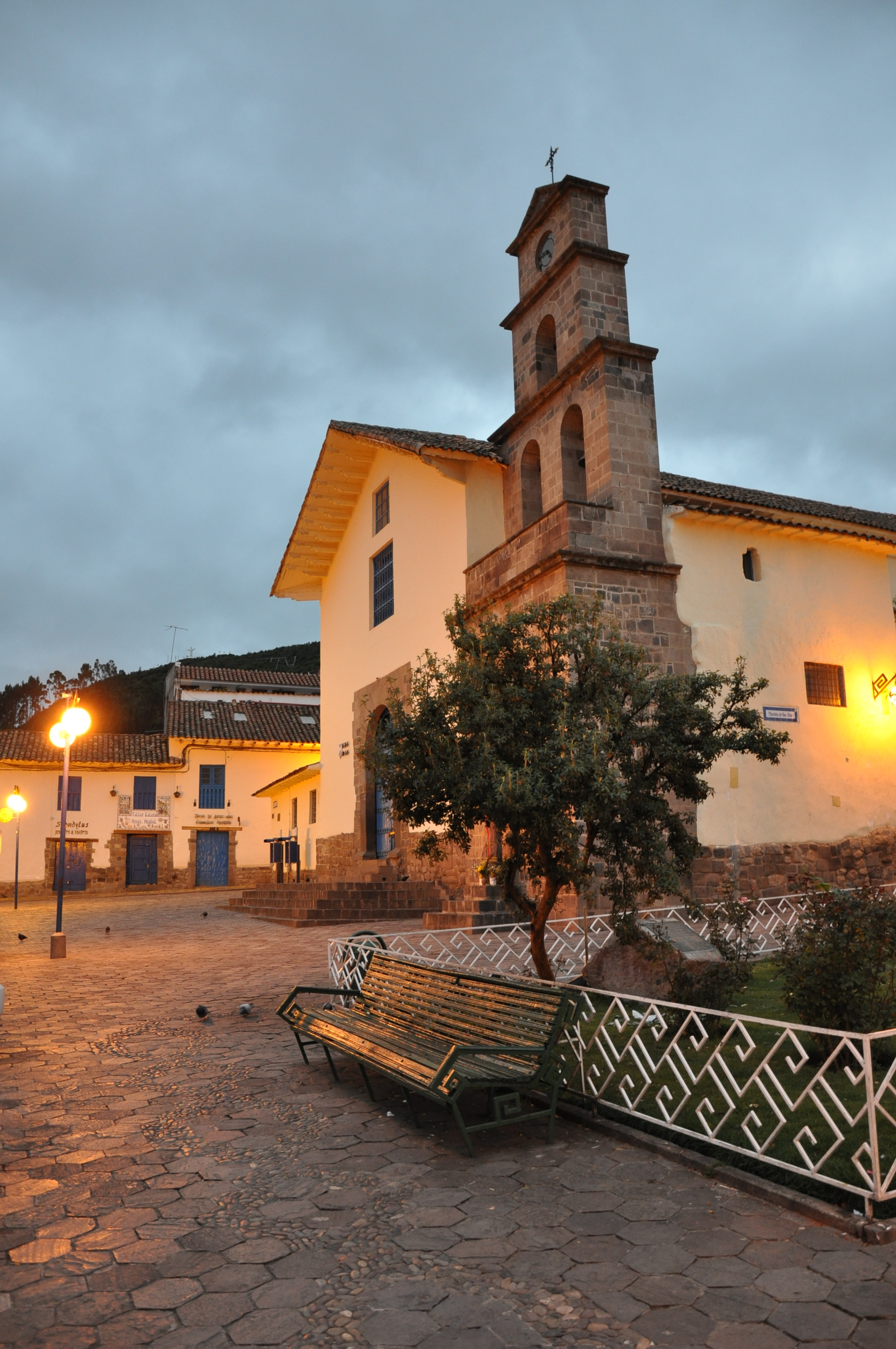
Iglesia de San Blas (Cusco).

Illapa fue uno de los dioses más privilegiados dentro del Tahuantinsuyo. Su importancia se ve plasmada en el retablo del templo mayor del Coricancha, descrito por el cronista Santacruz Pachacuti, con una imagen de un doble zigzag.
Asimismo, a Illapa le fue consagrado la edificación de diversos templos, ya sean dedicados enteramente a él o a otras deidades y sea venerado junto a ellas.
La actual Iglesia de San Blas, ubicada en el centro histórico de la ciudad del Cusco, Perú, fue edificada sobre un templo consagrado al culto del dios Illapa. Durante el incanato, la zona donde se levantó dicha iglesia era conocida bajo el nombre de Toqokachi (del quechua: hueco con sal). Este mismo lugar fue mandado a edificar por el Inca Pachacútec.
Se cree que Sacsayhuamán habría sido usado tanto como fortaleza militar como templo ceremonial, dedicado a varias divinidades entre las que destacaba Illapa.
Según el cronista Cristóbal de Molina, Illapa poseía un templo en un lugar conocido como Pucamarca. Dicha información también fue respaldada por el historiador Martín de Murua.

«(Ynga Yupanqui) Hizo en el dicho templo del Sol, apartado un cuarto para la estatua del Pacha Yachachic y dio todo lo que se ha dicho e hizo la cancha de Puca Marca para la morada desta Huaca y de otra que también instituyó en reverencia del Trueno, Rayo y Relámpago que decían ellos Chuqui Ylla y Llapa Ynga, y dotólas magnificentísimamente de haciendas y criados para su servicio.»
Historia general del Perú, Capítulo XX

El cronista Guamán Poma de Ayala menciona una sección de la ciudad del Cusco con el nombre de Yllapa Cancha (el recinto del rayo). Posiblemente, el cronista se haya referido a uno de los lugares de veneración al dios del rayo que fueron descritos anteriormente.